# Бранкица Станковић
Бранкица Станковић (Београд, 14. октобар 1975) српска је истраживачка новинарка. Позната је по извештавању о темама које се тичу криминала и политичке корупције у Србији. Већинска је власница медијске куће Инсајдер.
Њени извештаји су довели до много контроверзи, док је такође добијала неколико претњи смрћу. Из тог разлога је од децембра 2009. године стављена под 24-часовну полицијску заштиту.

## Биографија
Рођена је 14. октобра 1975. у Београду. По завршетку средње школе уписала је приватну школу глуме, коју је напустила после две године. Каријеру новинара у радио-телевизијској кући Студио Б започела је 1996. године, где је провела годину дана. Године 1997. прелази на Радио Б92, где је радила дужи број година.
Током 1990-их, Б92 је био истакнута медијска кућа за емитовање вести, која се супротстављала режиму тадашњег председника Слободана Милошевића. У раној каријери била је уредница информативног програма на Радију Б92 и сценариста недељних емисија Јутопија и Апатрија. Такође је радила као страни дописник за шведски Sveriges Radio и немачки Westdeutscher Rundfunk.
Телевизија Б92 је 2004. покренула програм Инсајдер, са Станковићевом као главном уредницом. Реч је о истраживачком ТВ програму чији је циљ да разоткрије политичку корупцију и политички криминал у Србији. Од 2004. емитовано је деветнаест сезона Инсајдера, по две сваке године, при чему је свака сезона имала између две и девет епизода, укупно 82 епизоде (од октобра 2013).
Након што је 2009. извештавала о криминалним досјеима многих вођа навијачких клубова и њиховим везама са мафијом и политичарима, добила је вишеструке претње смрћу од хулигана. Најзлогласнији инцидент догодио се 16. децембра 2009. током фудбалске утакмице УЕФА Лиге Европе између ФК Партизан и ФК Шахтјор Доњецк када је група хулигана који подржавају ФК Партизан ножевима избола лутку на надувавање која је представљала Станковићеву. Током инцидента, хулигани су узвикивали: „Отровна си змија, завршићеш к’о Ћурувија, курво Бранкице”, мислећи на смрт Славка Ћурувије, још једног истакнутог истраживачког новинара који је убијен 1999. Апелациони суд у Београду осудио је тројицу хулигана на условне казне од 212 месеци од 10 октобра због претњи упућених Станковићевој. Милош Радосављевић „Кими”, вођа навијачке групе Алкатраз, 2010. је посебно осуђен на 16 месеци затвора.
Године 2013. издала је аутобиографску књигу Инсајдер: Моја прича, коју је објавио Самиздат Б92.

## Дела
- Инсајдер: Моја прича (Самиздат Б92, 2013)

## Награде
Добитница је више престижних новинарских награда:
- 2005. добила је награду „Душан Богавац”, коју за етику и храброст додељује НУНС.
- 2006. добија награду „Југ Гризељ” за највиша достигнућа у истраживачком новинарству.
- 2008. за целокупан рад на емисији Инсајдер додељена јој је међународна награда СЕЕМО коју додељује 14 уредника медија из југоисточне Европе
- 2009. по други пут добитница награде „Југ Гризељ“ за највиша достигнућа у истраживачком новинарству
- 2010. добитница награде Светионик коју додељује АНЕМ
- 2010. ОЕБС, који чини 56 земаља-чланица, прогласио је за Личност године у Србији.
- 2011. добитница је Награде Града Београда.
- 2011. НУНС и амбасада САД-а додели су новинарима емисије Инсајдер награду за рад на серијалу о Колубари „Превара века” за изузетност у истраживачком новинарству.
- 2013. Награда „Освајање слободе”
- 2014. у Њујорку и Лос Анђелесу додељена јој је награда за храброст, која је у САД познатија као новинарски Оскар.
- 2018. у Бејруту јој је додељена светска награда за посвећеност новинарству Фондације Меј Шидијак.